# Opisthocoelicaudia
Opisthocoelicaudia (que significa "ossos ocos na parte de trás da cauda") foi um género de dinossauro herbívoro e quadrúpede que viveu no fim do período Cretáceo. Media em torno de onze a treze metros de comprimento, com uma massa corporal por volta de 8,4 até 25,4 toneladas. Marcas de dentes neste esqueleto indicam que grandes dinossauros carnívoros se alimentaram de sua carcaça e possivelmente levaram embora as partes que agora faltam. Até o momento, apenas dois espécimes adicionais, muito menos completos, são conhecidos, incluindo parte de um ombro e uma cauda fragmentada.
O Opisthocoelicaudia viveu na Ásia e seus fósseis foram encontrados no Deserto de Góbi, Mongólia. Nomeado e descrito pela paleontóloga polonesa Maria Magdalena Borsuk-Białynicka em 1977, Opisthocoelicaudia foi inicialmente pensado como um novo membro dos Camarasauridae, mas atualmente é considerado um membro derivado dos Titanosauria. Suas relações exatas dentro do clado são controversas, mas pode ter sido próximo do Alamosaurus norte-americano ou do Nemegtosaurus, da mesma formação geológica. Todos os fósseis de Opisthocoelicaudia são originários da Formação Nemegt.

## Descoberta

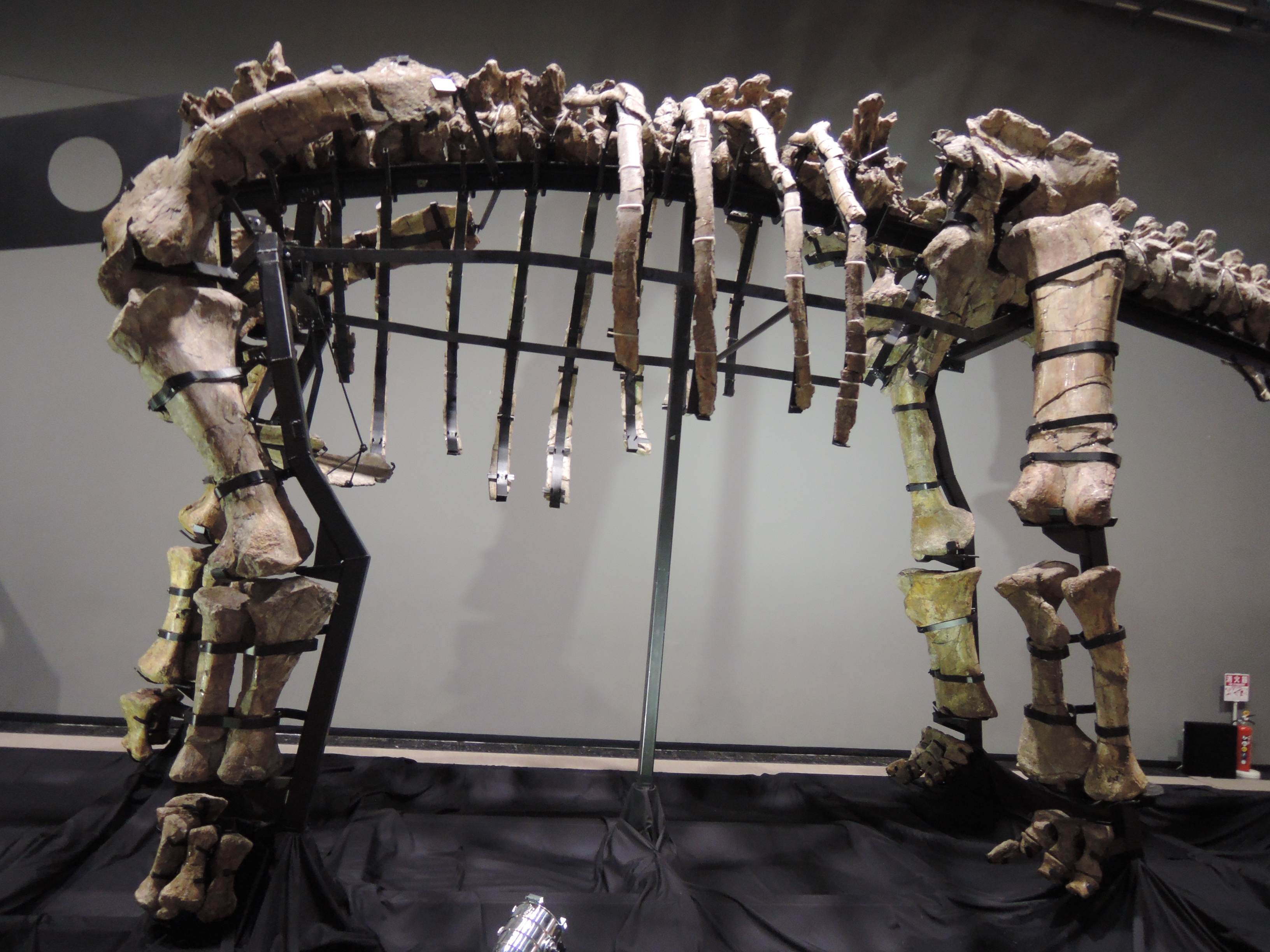
Espécime holótipo montado

O espécime tipo foi descoberto entre 10 e 23 de junho de 1965, durante uma expedição paleontológica conjunta polonesa-mongol liderada pela paleontóloga polonesa Zofia Kielan-Jaworowska. A maior de uma série de expedições realizadas em 1963-1971, esta expedição envolveu 21 membros, que às vezes eram apoiados por trabalhadores mongóis contratados adicionais. O local da descoberta está localizado na província de Ömnögovi, no sul da Mongólia, na área de Altan Uul, que expõe cerca de 100 km2 de terras áridas. Os sedimentos expostos em Altan Uul pertencem à Formação Nemegt, a mais jovem das três formações geológicas da Bacia de Nemegt. Opisthocoelicaudia foi a primeira de várias descobertas importantes de dinossauros feitas pela expedição de 1965. As outras descobertas, feitas em diferentes localidades, incluem vários esqueletos do tiranossaurídeo Tarbosaurus, bem como os espécimes-tipo do ornitomimosauro gigante Deinocheirus, do saurópode Nemegtosaurus e do paquicefalossauro Homalocephale.

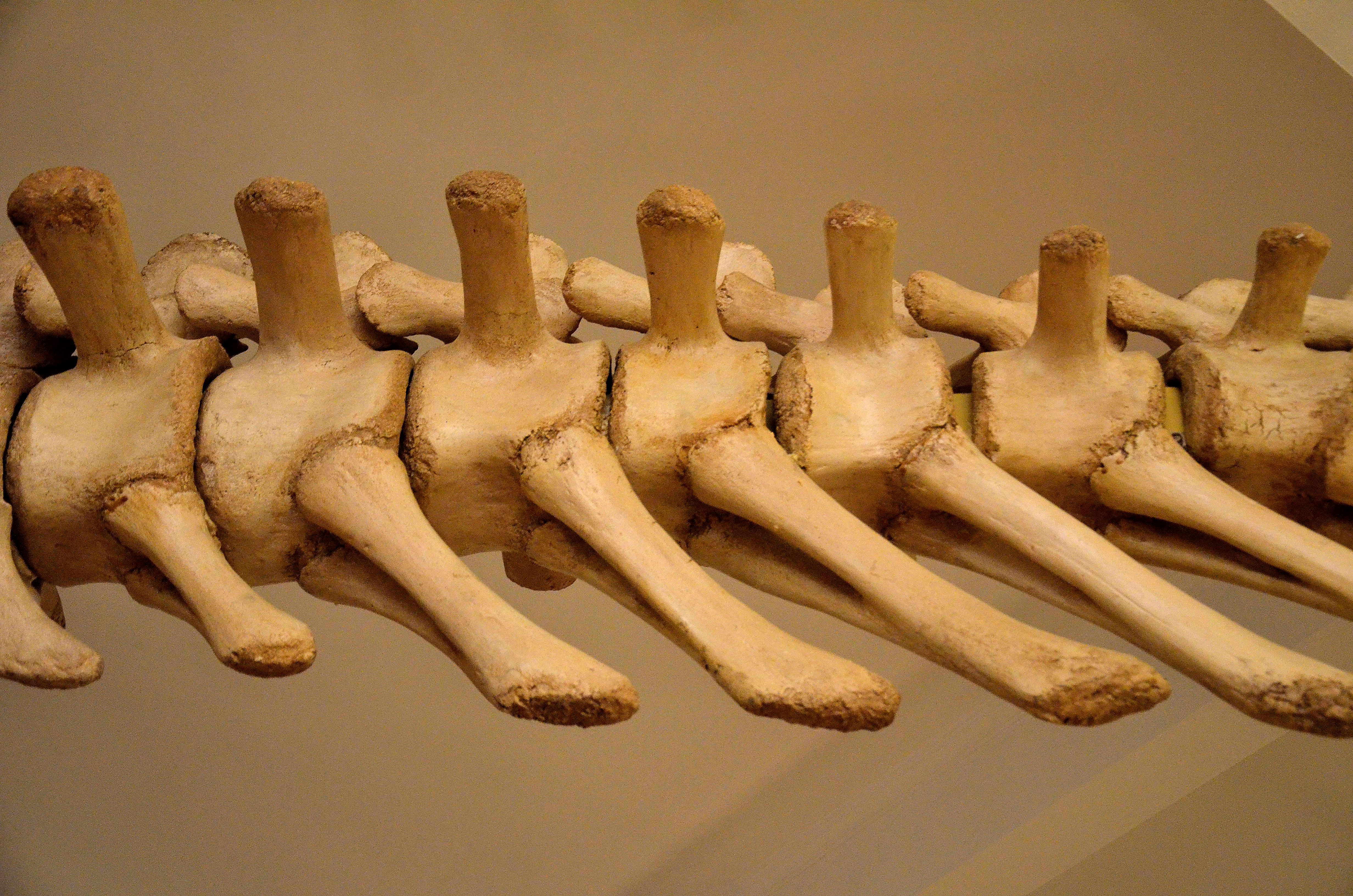
Vista látero-ventral das vértebras anteriores da cauda opistocelosa, que emprestam o nome a Opisthocoelicaudia

No quinto dia de trabalho de campo, Ryszard Gradziński, o geólogo da expedição, encontrou uma concreção de ossos bem preservados que prometiam pertencer a um esqueleto bastante completo. A escavação iniciada no dia seguinte revelou um esqueleto quase completo, faltando apenas a cabeça e o pescoço. Até hoje, este espécime continua sendo de longe o achado mais completo deste dinossauro. O transporte do espécime para fora de terrenos acidentados causou grandes problemas técnicos. Blocos de pedra contendo os fósseis tiveram que ser movidos cerca de 580 metros, arrastados em trenós de metal improvisados feitos de tambores de gasolina, antes que pudessem ser carregados em caminhões. Como o esqueleto estava embutido em camadas de arenito muito duras, vários blocos pesavam mais de uma tonelada. Em 9 de julho, a embalagem do esqueleto em 35 caixas começou para transporte para Dalanzadgad; juntas, as caixas pesavam cerca de 12 toneladas.
O espécime tipo pertencia a um indivíduo idoso. Sua tafonomia é incomum, pois foi encontrado deitado de costas – em contraste, a maioria dos outros esqueletos de dinossauros quase completos da Formação Nemegt geralmente são encontrados deitados de lado. O espécime foi encontrado envolto em arenito com estratificação cruzada depositado por um rio. A maioria das vértebras descobertas ainda estavam conectadas, formando uma série contínua de oito vértebras dorsais, seis sacrais e trinta e quatro caudais. Três vértebras adicionais foram encontradas isoladas da série e podem pertencer à área de transição entre as costas e o pescoço. As partes restantes do esqueleto foram deslocadas ligeiramente para fora de sua posição anatômica original. Tanto o membro esquerdo quanto os ossos das costelas foram encontrados no lado direito do corpo, enquanto, inversamente, o membro direito e os ossos das costelas foram encontrados no lado esquerdo. Marcas de mordidas foram identificadas no esqueleto, particularmente na pélvis e no osso da coxa, mostrando que predadores se alimentaram da carcaça. O crânio e o pescoço estão faltando, indicando que os carnívoros podem ter levado essas partes do corpo. A integridade dos restos mortais indica que o indivíduo morreu perto do local da descoberta. Um evento de inundação pode ter transportado a carcaça por uma curta distância e posteriormente coberto-a com sedimentos, mesmo antes que o tecido mole se decompusesse completamente.

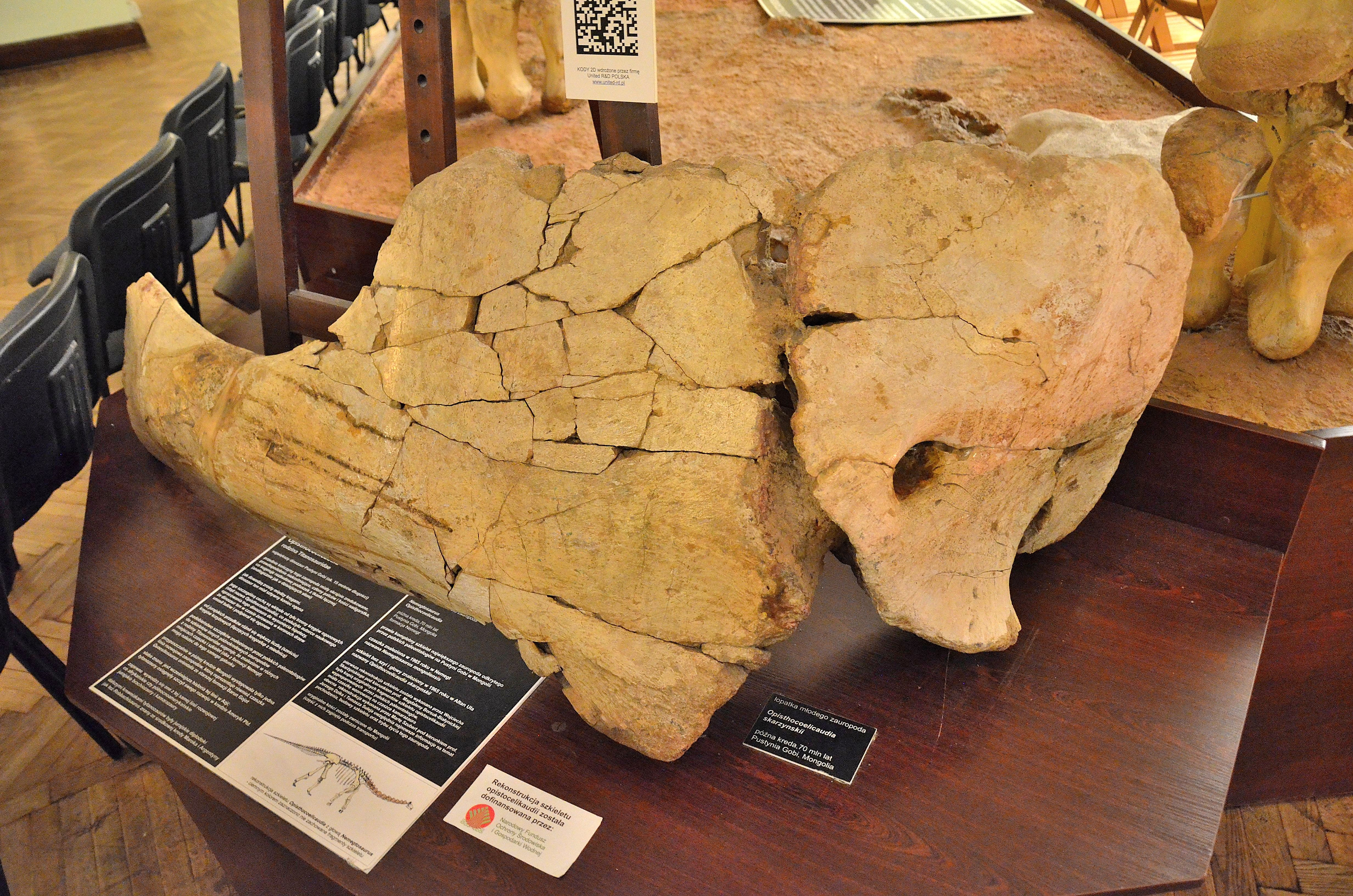
Escápula e coracoide de um jovem (ZPAL MgD-I/25c)

Em 1977, a paleontóloga polonesa Maria Magdalena Borsuk-Białynicka publicou sua descrição abrangente do esqueleto e nomeou Opisthocoelicaudia skarzynskii como um novo gênero e espécie. O nome do gênero, sugerindo a condição incomum de opistocele das vértebras da cauda, significa "cauda da cavidade posterior". É derivado do grego ὄπισθεν, opisthen [oco] e do latim cauda. O nome específico homenageia Wojciech Skarżyński, a pessoa que preparou o espécime tipo. Opisthocoelicaudia foi apenas o terceiro saurópode da Ásia conhecido a partir de um esqueleto pós-craniano, depois de Euhelopus e Mamenchisaurus. Após sua descoberta, o esqueleto do holótipo tornou-se parte da coleção do Instituto de Paleobiologia de Varsóvia, mas depois foi devolvido ao seu país de origem, agora sendo abrigado no Instituto de Geologia da Academia Mongol de Ciências em Ulaanbaatar sob o número de catálogo MPC-D100/404. Além do espécime tipo, Borsuk-Białynicka descreveu uma escápula e um coracoide (ZPAL MgD-I/25c) da mesma localidade. Esses ossos ainda não estavam fundidos entre si, indicando um indivíduo juvenil.
Em 2017, fósseis de saurópodes foram recuperados de um total de 32 localidades dentro da Formação Nemegt, e possivelmente pertencem a Opisthocoelicaudia ou Nemegtosaurus. Pelo menos duas descobertas da localidade de Nemegt – uma cauda fragmentária (MPD 100/406) e um par de garras – mostram características diagnósticas para Opisthocoelicaudia e podem ser referidas a esta última.  As equipes de campo lideradas por Philip Currie tentaram realocar a pedreira do holótipo Opisthocoelicaudia em 2006 e 2008, mas obtiveram sucesso apenas em 2009 graças a dados adicionais fornecidos por Gradziński. Embora uma prospecção de material ósseo adicional não tenha sido possível, pois a pedreira havia sido preenchida por areia soprada pelo vento, a pedreira pode ser determinada como estando dentro da porção inferior da Formação Nemegt.

## Descrição

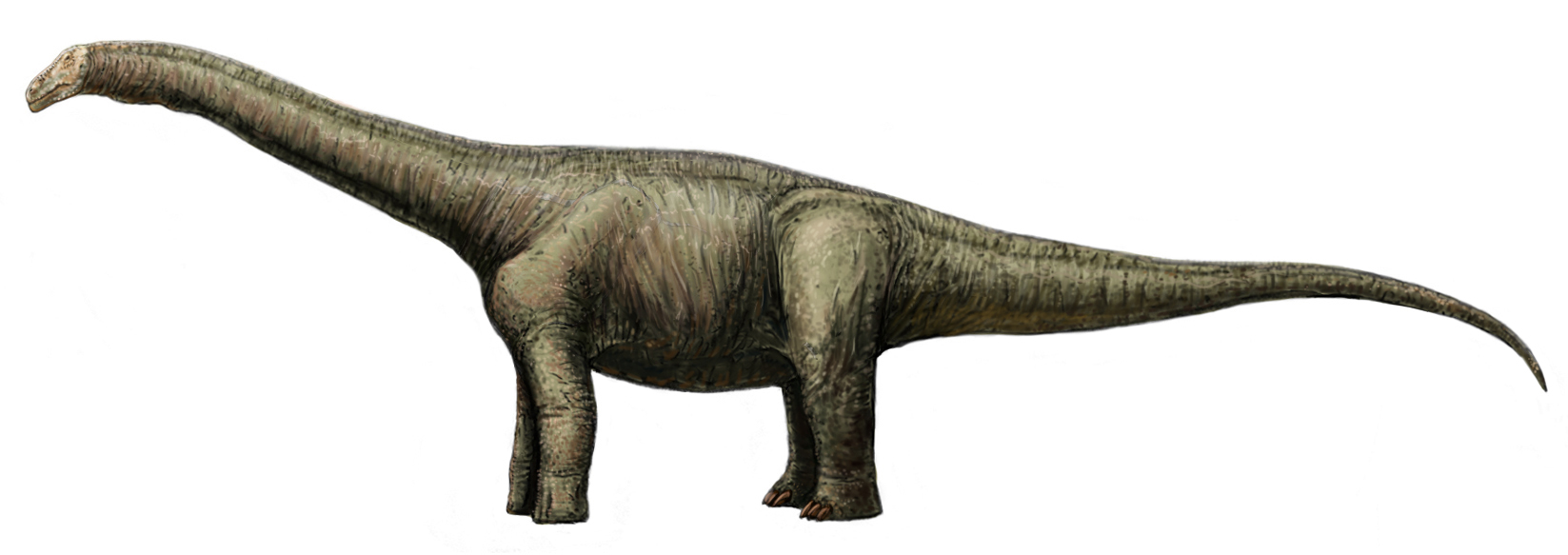
Restauração do animal em vida

Diagrama do tamanho presumido

Como outros saurópodes, Opisthocoelicaudia tinha uma cabeça pequena em um pescoço longo, um corpo em forma de barril em quatro membros colunares e uma cauda longa. Era relativamente pequeno para um saurópode; o espécime tipo foi estimado em 11,4 m a 13 m da cabeça até a ponta da cauda. Em estudos separados a massa corporal foi estimada em 8,4 t (8 400 kg), 10,5 t (10 500 kg), 22 t (22 000 kg), 13 t (13 000 kg)25,4 t (25 400 kg).
O crânio e o pescoço não foram preservados, mas a reconstrução do ligamento nucal indica a posse de um pescoço de comprimento médio de aproximadamente 5 m. Borsuk-Białynicka, em sua descrição de 1977, observou a presença de onze vértebras dorsais. Gregory S. Paul em 2019, no entanto, argumentou que a parte conhecida da coluna vertebral na verdade inclui a primeira cervical (vértebra do pescoço), deixando apenas dez dorsais, típicas de titanossauros. Como em outros titanossauros, o dorso era bastante flexível devido à falta de articulações vertebrais acessórias (articulações hiposfeno-hipantro), enquanto a região pélvica era reforçada por uma sexta vértebra do quadril adicional. As vértebras anteriores da cauda eram opistocelosas, o que significa que eram convexas em seus lados anteriores e côncavas em seus lados posteriores, formando articulações esféricas. Essas vértebras caudais opistocelosas emprestam a Opisthocoelicaudia seu nome e servem para distinguir o gênero de todos os outros titanossauros.  Outros titanossauros eram geralmente caracterizados por vértebras caudais anteriores fortemente procelosas, que eram côncavas em seus lados anteriores e convexas em seus lados posteriores.  Outra característica única pode ser encontrada nas vértebras posteriores, que mostram processos espinhosos bifurcados, resultando em uma fileira dupla de projeções ósseas ao longo do topo da espinha. Embora única em titanossauros, essa característica pode ser encontrada em vários outros saurópodes não relacionados, incluindo Diplodocus e Euhelopus, onde evoluiu independentemente.
Como nos quadris de outros titanossauros, o ísquio era relativamente curto, medindo apenas dois terços do comprimento do púbis. Os ossos ísquios esquerdo e direito, bem como os ossos púbicos esquerdo e direito, eram ossificados um com o outro na maior parte de seu comprimento, fechando a lacuna que em outros saurópodes normalmente está presente entre esses ossos. Os membros eram proporcionalmente curtos, como visto em outros titanossauros. Os membros anteriores mediam 1,87 m de altura no espécime quase completo, aproximadamente dois terços do comprimento dos membros posteriores, que foram reconstruídos a 2,46 m de altura.  Como em outros titanossauros, os membros eram ligeiramente espalhados para fora em vez de ficarem verticalmente sob o corpo, enquanto os membros anteriores eram mais flexíveis e móveis em comparação com outros saurópodes.

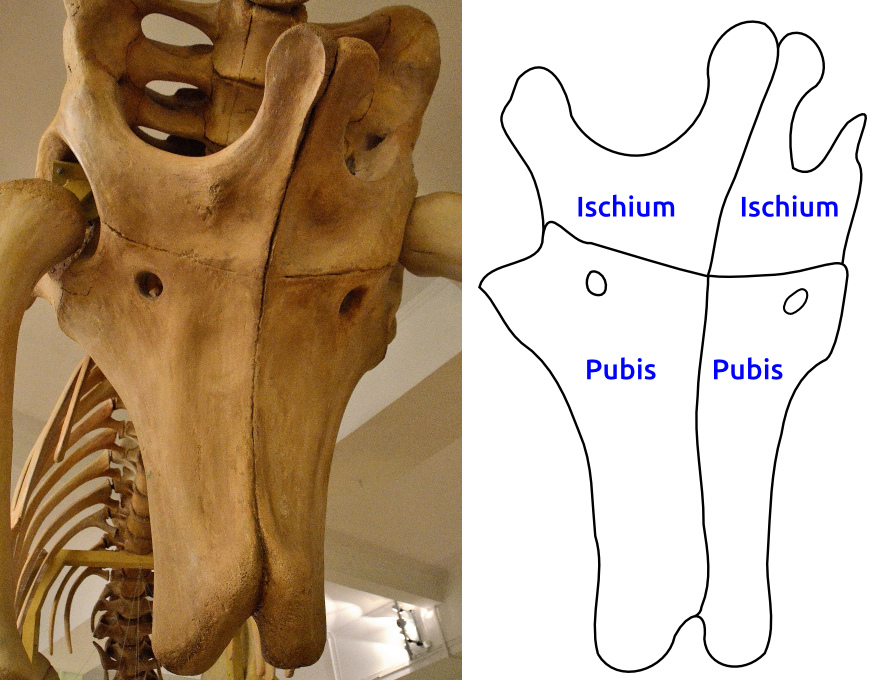
Os ossos ísquio e púbis. O espaço normalmente presente entre esses ossos é fechado, uma característica de Opisthocoelicaudia.

O manus era composto apenas pelos cinco metacarpalia, que eram orientados verticalmente e dispostos em um semicírculo. Ossos do carpo estavam faltando, como em outros titanossauros. Ossos dos dedos e garras também estavam completamente ausentes – na maioria dos outros titanossauros, esses ossos ainda estavam presentes, embora extremamente reduzidos em tamanho. No pé, o osso do tálus estava fortemente reduzido como em outros titanossauros, enquanto o calcâneo provavelmente estava completamente ausente em Opisthocoelicaudia. Em contraste com o manus, o pé mostrou dígitos e garras bem desenvolvidos. A fórmula falangeana, que afirma o número de falanges (ossos dos dedos) começando com o dígito mais interno, é 2-2-2-1-0. Esqueletos de pés de titanossauros são raramente encontrados, e além de Opisthocoelicaudia, exemplos completamente preservados são conhecidos apenas de Epachthosaurus e do titanossauro La Invernada sem nome, cujas fórmulas falangeais são 2-2-3-2-0 e 2-2-2-2-0, respectivamente. Destes três titanossauros, Opisthocoelicaudia foi o mais derivado, enquanto mostrou o menor número de falanges, indicando uma redução progressiva na contagem de falanges durante a evolução dos titanossauros. A garra do primeiro dígito não era maior do que a do segundo dígito, como em outros saurópodes, mas aproximadamente igual em tamanho.

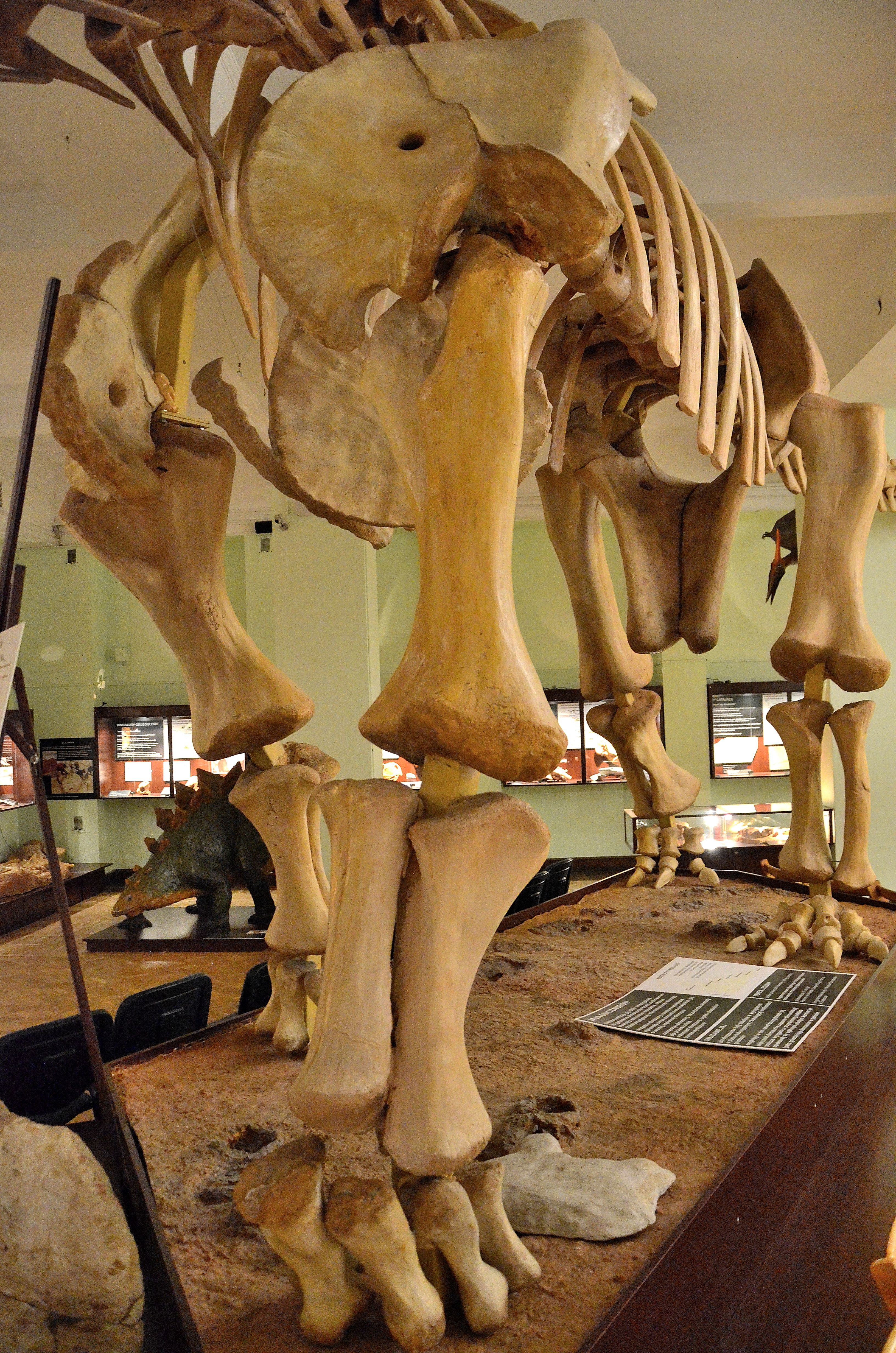
Membros de Opisthocoelicaudia, mostrando as mãos semicirculares sem dedos e os pés totalmente desenvolvidos

Osteodermas (placas ósseas formadas na pele) foram encontrados em pelo menos 10 gêneros de titanossauros. A falta de osteodermas no esqueleto quase completo de Opisthocoelicaudia pode indicar que elas estão ausentes neste gênero. No entanto, descobriu-se que o Alamosaurus intimamente relacionado tinha osteodermas quase um século após sua descoberta, além de vários outros titanossauros intimamente relacionados, levantando assim a possibilidade de que Opisthocoelicaudia também os tivesse.

## Classificação
Originalmente, Opisthocoelicaudia foi classificado como um membro da família Camarasauridae, juntamente com Camarasaurus e Euhelopus. Esta classificação foi baseada em várias características compartilhadas do esqueleto, mais importantemente as espinhas neurais bifurcados das vértebras posteriores. Em 1977, Borsuk-Białynicka considerou Opisthocoelicaudia mais próximo de Euhelopus do que de Camarasaurus, colocando-o na subfamília Euhelopodinae. Um estudo de 1981 por Walter Coombs e Ralph Molnar, por outro lado, considerou-o um membro da subfamília Camarasaurinae e, portanto, um parente próximo de Camarasaurus. Hoje, tanto Euhelopus quanto Opisthocoelicaudia são classificados fora dos Camarasauridae. Em 1993, Leonardo Salgado e Rodolfo Coria mostraram que Opisthocoelicaudia representava um titanossauro e o classificaram dentro da família Titanosauridae. O nome Titanosauridae é atualmente considerado inválido por muitos cientistas; em vez disso, o nome Lithostrotia é frequentemente usado como equivalente.
Dentro do Lithostrotia, Opisthocoelicaudia foi encontrado intimamente relacionado aos gêneros Alamosaurus, Neuquensaurus, Rocasaurus e Saltasaurus, juntos formando a família Saltasauridae. As inter-relações desses gêneros são contestadas. Muitos cientistas consideraram Opisthocoelicaudia como o mais intimamente relacionado ao Alamosaurus, com ambos os gêneros formando um grupo monofilético, o Opisthocoelicaudiinae. Outros cientistas concluíram que o Opisthocoelicaudiinae é parafilético (não formando um grupo natural). Contradizendo a maioria dos outros estudos, Upchurch e colegas em 2004 argumentaram que Alamosaurus tem que ser colocado fora dos Saltasauridae como um parente próximo do Pellegrinisaurus e, portanto, não está relacionado ao Opisthocoelicaudia de forma alguma.

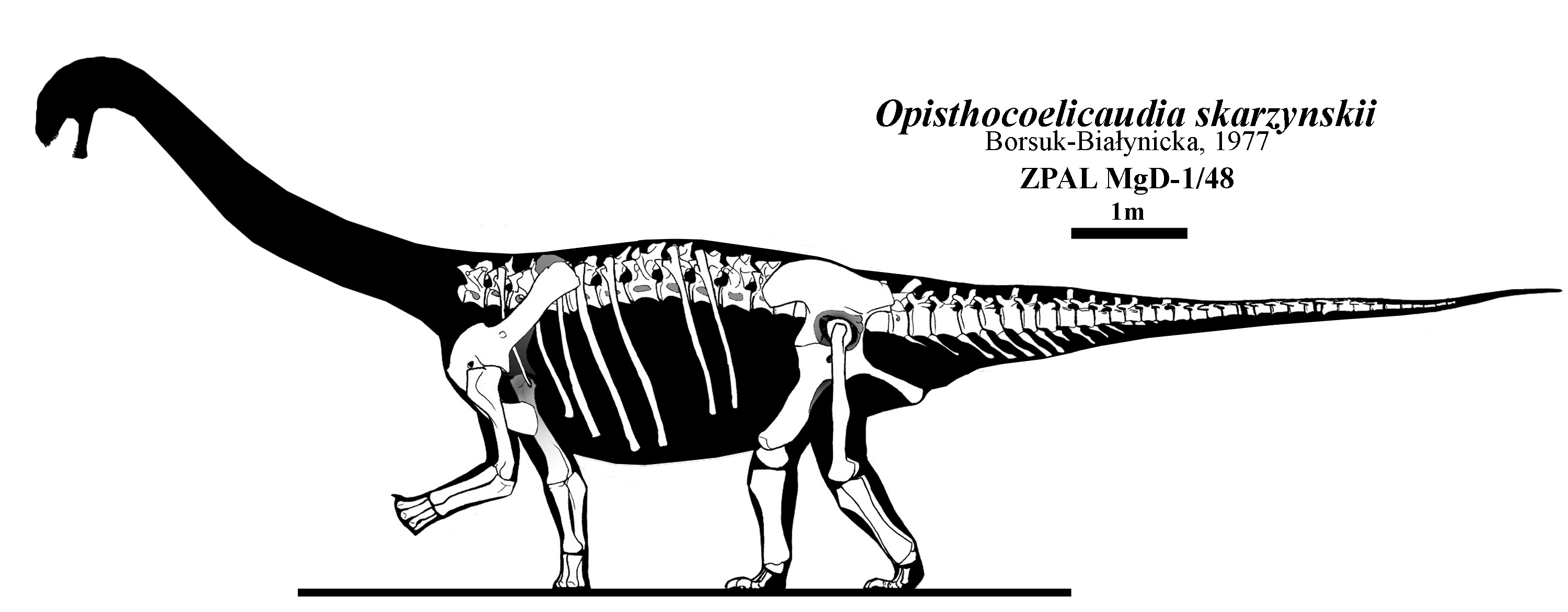
Desenho esquelético mostrando elementos do espécime tipo

O cladograma, baseado em análise de Calvo e colegas (2007), mostra uma Opisthocoelicaudiinae monofilética:

|  | Opisthocoelicaudia |
|  |                    |
|  | Alamosaurus        |
|  |                    |

|  | Neuquensaurus                                              |
|  |                                                            |
|  | \| \| Rocasaurus \| \| \| \| \| \| Saltasaurus \| \| \| \| |
|  |                                                            |
|  | Rocasaurus                                                 |
|  |                                                            |
|  | Saltasaurus                                                |
|  |                                                            |

|  | Rocasaurus  |
|  |             |
|  | Saltasaurus |
|  |             |

|  | Opisthocoelicaudia |
|  |                    |
|  | Alamosaurus        |
|  |                    |

|  | Neuquensaurus                                              |
|  |                                                            |
|  | \| \| Rocasaurus \| \| \| \| \| \| Saltasaurus \| \| \| \| |
|  |                                                            |
|  | Rocasaurus                                                 |
|  |                                                            |
|  | Saltasaurus                                                |
|  |                                                            |

|  | Rocasaurus  |
|  |             |
|  | Saltasaurus |
|  |             |